# Monotiro
En los diseños de arma de fuego, el término arma de monotiro se refiere a armas que solo pueden contener un cartucho de munición en su interior y, por lo tanto, deben recargarse manualmente después de cada disparo. En comparación con las armas de repetición de múltiples disparos («repetidoras»), los diseños de monotiro no tienen partes móviles más allá del gatillo, el martillo/percutor o el rascador, y por lo tanto no necesitan un cuerpo considerable detrás del cañón para acomodar un acción móvil, lo que las hace mucho menos complejas y más robustas que los revólveres o las armas alimentadas por cargador/cinta, pero también con una cadencia de tiro mucho más lenta.
La historia de las armas de fuego comenzó con armas de monotiro de carga por la boca, como el cañón de mano y el arcabuz, luego aparecieron diseños de múltiples cañones como el derringer, y pasaron muchos siglos antes de que las armas de repetición de carga por recámara se convirtieran en algo común. Aunque han desaparecido en gran medida del uso militar debido a su insuficiente poder de fuego, las armas de monotiro todavía son producidas por muchos fabricantes en variedades de carga por la boca y de cartucho, desde pistolas improvisadas y pistola de bolsillo ultra ocultables hasta rifles de caza y de competición de la más alta calidad.

## Historia

### Era precartucho
La gran mayoría de las armas de fuego antes de la introducción de los cartuchos metálicos en la década de 1860 eran de un solo disparo de carga por la boca. Sin embargo, se experimentó con armas de múltiples cañones, de carga por recámara, de acción giratoria y otras armas de múltiples disparos durante siglos. Las armas de monotiro notables de la era precartucho incluían las de cerradura de mecha, cerradura de rueda, cerradura de chispa, cerradura de perro, cerradura de miquelete, cerradura de percusión y cerradura de pedernal. Las armas de carga por la boca incluían los mosquetes Brown Bess, Charleville y Springfield Modelo 1861, los rifles Kentucky y Mississippi, y la pistola de duelo. También había rifles de monotiro de carga por recámara tempranos, como los fabricados por Hall, Ferguson y Sharps.

### Era del cartucho

#### Rifles
Casi todos los primeros rifles alimentados por cartucho eran diseños de monotiro, aprovechando la resistencia y simplicidad de las acciones de monotiro. Un buen ejemplo es la acción «trapdoor» o Allin utilizada en las primeras conversiones de cartucho de los rifles de carga por la boca Springfield de 1863. La conversión consistía en limar (o más tarde fresar) la parte trasera del cañón y añadir un cerrojo plegable, la «trapdoor», que se abría hacia arriba y hacia adelante para permitir la carga del cartucho en la recámara. Una vez cargado, el cerrojo se cerraba y se aseguraba en su lugar, manteniendo el cartucho firmemente en posición. El cerrojo contenía un percutor que utilizaba el martillo de percusión existente, por lo que no se requerían cambios en el mecanismo. Tras el disparo, la apertura del cerrojo extraía parcialmente el casquillo disparado de la recámara, permitiendo su retirada. En 1866, Estados Unidos estandarizó el rifle Springfield Modelo 1866 y el cartucho .50-70, alojados en conversiones de trapdoor de mosquetes estriados utilizados en la Guerra Civil Estadounidense. El mecanismo de trapdoor continuó en uso en 1873 con la adopción del rifle Springfield Modelo 1873 y el cartucho .45-70. El rifle Springfield Modelo 1873 permaneció en servicio hasta 1892, cuando fue reemplazado por el rifle de cerrojo Krag-Jørgensen desde 1892 hasta 1903.
Otra conversión de carga por la boca similar en concepto a la acción Allin fue el británico Snider-Enfield, también introducido en 1866, que se abría hacia un lado en lugar de hacia adelante. A diferencia del ejército estadounidense, que mantuvo sus trapdoors durante décadas, los británicos pronto pasaron del Snider a la más sofisticada acción de bloque descendente Martini, derivada de la acción Peabody. Los Martini-Henry fueron los rifles estándar del ejército británico en la era victoriana tardía, y las conversiones Martini-Enfield continuaron en servicio de segunda línea hasta la Segunda Guerra Mundial.
Las armas de monotiro fueron las herramientas preferidas de los cazadores de caza mayor en el siglo XIX tardío. Los cazadores de búfalos del Oeste estadounidense usaban rifles de monotiro Sharps, Remington y Springfield; los cazadores de marfil y trofeos en África y Asia usaban rifles «express» y «cañones de elefante» de acción de ruptura y Martini. Estos rifles estaban diseñados para cartuchos de pólvora negra muy grandes, desde el .45-70 de emisión militar hasta los enormes .50-140 Sharps y .500 Express; las acciones de repetición tempranas no podían manejar cartuchos de esta potencia y tamaño físico. El rifle de caza mayor de monotiro solo fue desplazado por los rifles de cerrojo de repetición que disparaban cartuchos de pólvora sin humo de alta velocidad a principios del siglo XX.
Tras la llegada de los rifles de repetición de alta potencia, los rifles de monotiro se utilizaron principalmente para competiciones de tiro al blanco, con el primer evento oficial de tiro de competición que se abrió en Creedmoor, Long Island en 1872. Desde aproximadamente 1872 hasta la entrada de Estados Unidos en la Primera Guerra Mundial en 1917, el tiro al blanco con rifles de monotiro fue casi tan popular en América como lo es el golf hoy en día. Durante esa edad de oro del tiro de competición, los rifles de blanco más populares fueron fabricados por Bullard, Stevens, Remington, Maynard, Ballard, Farrow y Winchester. Los calibres utilizados por algunos de estos rifles durante las competiciones iban desde el .25-20 Winchester, .32-40 Winchester, .33 Winchester, .35 Winchester, .38-55 Winchester, .40-50 Winchester, .40-70 Winchester, .44-105 Winchester, etc., para disparos a más de 600 yd (548,6 m) en Creedmoor. Sin embargo, dos calibres mantuvieron consistencia durante su período en la era de monotiro: los calibres .32-40 y .38-55. El estándar mínimo al comienzo del deporte había sido disparar a 200 yd (182,9 m) desde la posición de pie (posición sin apoyo). Sin miras telescópicas, sin bancos de tiro, sin posiciones prono (tumbado boca abajo), sino disparando, como afirmó el famoso fabricante de cañones de rifle, «Harry Melville Pope» (1861–1950), «de pie sobre sus patas traseras y disparando como hombre».  Los calibres .32-40 y .38-55 podían resistir mejor el viento a 200 yd (182,9 m), no agotaban al tirador con un retroceso fuerte y mantenían una gran precisión. Al final, sin embargo, fue el rifle de monotiro .32-40 el que se convirtió en el favorito de los tiradores de competición, ya que el retroceso del .38-55 cobraba su peaje después de cientos de disparos durante una competencia.
En 1878, John Moses Browning patentó posiblemente el mejor rifle de monotiro jamás producido: después de que Browning vendiera su diseño a la Winchester Repeating Arms Company, se lanzó como el Winchester Modelo 1885 Rifle. Aunque se construyeron menos de 200,000 Modelos 1885 de monotiro, permanecieron en producción desde 1885 hasta 1920.
Remington, Sharps y Browning fabricaron rifles de monotiro utilizando diferentes acciones, como el bloque rodante y el bloque descendente. Estos rifles originalmente estaban calibrados para cartuchos de pólvora negra grandes, como el .50-110 Winchester, y se usaban para cazar grandes animales, a menudo bisonte. Los rifles de producción posterior estarían en cartuchos de pólvora sin humo populares, como el .30-40 Krag.
Los rifles de monotiro coexistieron durante algún tiempo con el rifle de acción de palanca, pero comenzaron a desaparecer de la fabricación con la llegada de rifles de acción de cerrojo confiables.

#### Pistolas
La pistola comenzó como un arma de monotiro en China en el siglo XIV. En sus muchas versiones, permaneció como un arma de carga por la boca hasta la llegada del cartucho metálico en el primer tercio del siglo XVIII. Dichas pistolas de monotiro con cartucho fueron de corta duración, ya que la tecnología de los revólveres evolucionó rápidamente, y existían conversiones de cartucho para los modelos comunes de revólveres de tapa y bola. Sin embargo, permanecieron dos formas de pistolas de monotiro: los derringers de monotiro y las pistolas de tiro al blanco, que eran esencialmente acciones de rifle de monotiro reducidas al tamaño de una pistola. El Remington Rolling Block es quizás el más conocido de estos. A medida que la era de los rifles de monotiro se desvanecía, también lo hacían estas primeras pistolas de monotiro.
En 1907, J. Stevens Arms, un fabricante de rifles económicos de monotiro con acción de ruptura en calibres de pistola, comenzó a fabricar versiones de pistola de sus rifles. Esta pistola estaba calibrada en .22 Long Rifle y venía con mira de hierro ajustable y empuñaduras diseñadas para el tiro al blanco. Estos modelos fueron descontinuados en 1939.

#### Escopetas
Las escopetas de un solo cañón siempre han sido populares como una alternativa económica a las escopetas de dos cañones. Casi siempre son diseños de acción de ruptura, como los diseños de dos cañones, pero mucho menos costosos ya que no requieren la alineación precisa de cañones paralelos. Las escopetas de un solo cañón son también más ligeras, lo que puede ser una ventaja si se llevan para cazar, aunque esto significa que tienen más retroceso percibido. No se usan ampliamente en deportes de escopeta, ya que la mayoría de los eventos requieren la capacidad de disparar dos tiros sucesivos rápidamente.
La escopeta de un solo cañón a menudo se conoce como un «arma de puerta de cocina» o «arma de granja» debido a su bajo costo como arma de autodefensa.

## Tipos de acciones de cartucho de monotiro

### Acciones de trapdoor
Los primeros cargadores por recámara de cartucho metálico diseñados para uso militar general comenzaron como conversiones de mosquetes de carga por la boca. La porción trasera superior del cañón se limaba o fresaba y se reemplazaba por un bloque de recámara con bisagra que se abría hacia arriba para permitir la carga. Un percutor interno en ángulo permitía la reutilización del martillo lateral existente del rifle. La acción Allin fabricada por Springfield Arsenal en los EE. UU. se abría hacia adelante; el Snider-Enfield utilizado por los británicos se abría hacia un lado. Mientras que los británicos reemplazaron rápidamente el Snider con una acción Martini de estilo Peabody de bloque descendente, el ejército estadounidense consideró que la acción de trapdoor era adecuada y siguió sus conversiones de carga por la boca con el nuevo Springfield Modelo 1873, que fue el arma larga principal de las Guerras Indias y aún estaba en servicio con algunas unidades en la Guerra Hispano-Estadounidense.
Otras acciones de trapdoor incluyen la rara carabina confederada Tarpley, el austriaco Wanzl, el belga Albini-Braendlin y la conversión Terssen, el suizo M1842/59/67 Milbank-Amsler, el español M1859/67 Berdan, y el Berdan Tipo I fabricado por Colt. Todos estos diseños, salvo el Tarpley de 1863 y el Berdan ruso, datan del período 1865–1869, y todos excepto el Tarpley y el Berdan ruso fueron conversiones de cargadores por la boca.

### Acciones de ruptura
Quizás el tipo más común de acción de monotiro, generalmente encontrada en escopetas, pistolas pequeñas y armas de pólvora negra «elefante», una acción de ruptura conecta el conjunto del cañón al bloque de recámara con una bisagra. Cuando se libera un pestillo de bloqueo, el conjunto del cañón pivota alejándose del cuerpo, abriendo la recámara y, a veces, en armas de mayor calidad, extrayendo parcialmente el cartucho disparado.

### Acciones de bloque rodante
En una acción de bloque rodante, el bloque de recámara toma la forma de un cilindro parcial, con un pasador de pivote a través de su eje. El operador rota o «hace rodar» el bloque para abrir y cerrar la recámara; es un diseño simple, robusto y confiable. Los bloques rodantes están más a menudo asociados con armas de fuego fabricadas por Remington en el siglo XIX tardío; en la acción de Remington, el martillo sirve para bloquear la recámara cerrada en el momento del disparo, y el bloque, a su vez, evita que el martillo caiga con la recámara abierta. Una variación interesante del bloque rodante fue el austriaco M1867 Werndl-Holub, en el que el pasador de pivote era paralelo al cañón y el bloque rotaba lateralmente.

### Acciones de bloque descendente
Estas son acciones en las que el bloque de recámara baja o «desciende» dentro del cuerpo para abrir la recámara, generalmente accionado por una palanca inferior. Hay dos tipos principales de bloques descendentes: el bloque basculante o pivotante y el bloque deslizante o descendente.

#### Acciones de bloque basculante
En una acción de bloque basculante o pivotante, el bloque de recámara está articulado en la parte trasera (en contraste con el cerrojo basculante, que no está articulado). Cuando se opera la palanca, el bloque se inclina hacia abajo y hacia adelante, exponiendo la recámara. Los diseños de bloque basculante más conocidos son el Peabody, el Peabody-Martini y Ballard.
Los rifles Peabody originales, fabricados por la Providence Tool Company, usaban un martillo lateral accionado manualmente. El armero suizo Friedrich Martini ideó una acción que se asemejaba al Peabody pero incorporaba un percutor sin martillo accionado por la palanca operativa con el mismo movimiento que pivotaba el bloque. El Martini-Henry de 1871, que reemplazó al Snider-Enfield de «trapdoor», fue el rifle estándar del ejército británico en la era victoriana tardía, y el Martini fue también una acción popular para rifles civiles.
La acción de bloque basculante autocargante de Charles H. Ballard fue producida por la Marlin Firearms Company desde 1875 y ganó una reputación superlativa entre los tiradores de largo alcance «Creedmoor». Los Ballard de Marlin que sobreviven hoy son muy valorados por los coleccionistas, especialmente aquellos montados en las elaboradas culatas de estilo suizo Schützen de la época.

#### Acciones de bloque deslizante
En una acción de bloque deslizante o descendente, el bloque no pivota, sino que se desliza verticalmente en una ranura fresada en el cuerpo. Los bloques deslizantes están entre las acciones de armas pequeñas más fuertes jamás producidas, y también se utilizan en artillería pesada. Los diseños de bloques deslizantes conocidos incluyen los rifles y carabinas Sharps, el Browning/Winchester de monotiro, el rifle Farquharson y el moderno Ruger No. 1.

### Acciones de cerrojo
Aunque las acciones de cerrojo generalmente se asocian con cargadores fijos o desmontables, de hecho, el primer cargador por recámara militar de uso general fue una acción de cerrojo de monotiro: el fusil de aguja prusiano de cartucho de papel de 1841. Francia respondió en 1866 con su superior rifle Chassepot, también de acción de cerrojo de cartucho de papel. Las primeras acciones de cerrojo de cartucho metálico en servicio militar general fueron el Berdan Tipo II introducido por Rusia en 1870, el Mauser Modelo 1871, y una Chassepot modificada, el rifle Gras de 1874; todos estos eran de monotiro.
Hoy en día, la mayoría de los rifles de competición de pequeño calibre de alto nivel son acciones de cerrojo de monotiro.
Las acciones de cerrojo de monotiro en calibre .22 también se fabricaron ampliamente como «armas para chicos» económicas a principios del siglo XX; y ha habido algunas escopetas de acción de cerrojo de monotiro, generalmente en calibre .410.

### Otras acciones de monotiro
- El rifle Ferguson: El mayor británico Patrick Ferguson diseñó su rifle, considerado el primer cargador por recámara militar, en la década de 1770. Un bloque de recámara en forma de tapón estaba roscado para que al girar la manija debajo se bajara y subiera para cargar con bola y pólvora; la acción de pedernal aún requería un cebado convencional.
- El rifle Hall: La primera carabina de caballería de carga por recámara de Estados Unidos, el Hall fue introducido en 1819. La palanca inclinaba el bloque de recámara, incluida la cámara, hacia arriba y hacia atrás, permitiendo cargarlo con pólvora y bola sin la inconveniencia de cargar y apisonar desde la boca. Originalmente de pedernal, los Hall más tarde se fabricaron o convirtieron a cerraduras de percusión.
- El Kammerlader: Un arma de fuego noruega operada por manivela producida alrededor de la época del fusil de aguja prusiano. Originalmente usaba un cartucho de papel. Más tarde, muchos se convirtieron a cartuchos de percusión anular.
- La carabina Burnside: Inventada por el futuro general Ambrose Burnside en 1857, esta carabina de tapa de percusión se convirtió en la tercera cargadora por recámara de caballería más común en la Guerra Civil después de las Sharps y Spencer. Esencialmente una modificación del concepto Hall, la Burnside presentaba un cartucho cónico único con un borde delantero hueco aplastable, diseñado para sellar la recámara al cerrarse.
- La carabina de recámara ascendente: Una acción inusual producida por Bilharz, Hall y Co. para la Confederación, la recámara ascendente usaba una palanca inferior para hacer que el bloque de recámara, incluida la cámara, se deslizara verticalmente por encima de la línea del cañón, lo opuesto a un bloque descendente; la cámara se cargaba desde el frente con un cartucho de papel.
- La carabina Morse: Su acción es similar al rifle Hall, pero la forma de su cámara es diferente.
- Winchester Modelo 55:[4] Un híbrido poco convencional de monotiro y semiautomática, este rifle de calibre .22 expulsaba el casquillo disparado y se recargaba como un arma operada por retroceso convencional, pero carecía de un cargador y debía recargarse manualmente para cada disparo.
- Acciones de cañón roscado:

La pistola de pluma OSS Stinger y varias otras pistolas clandestinas, así como armas improvisadas a menudo hechas con piezas de plomería, y armas de caña usadas tanto para defensa como para caza furtiva, usan una rosca para unir el cañón con recámara a un cuerpo con algún tipo de recámara y percutor. El usuario desenrosca el cañón del cuerpo para exponer la recámara y cargar un cartucho. El rifle de monotiro RN50 .50 BMG usa una tapa de recámara roscada similar para permitir que una acción de ruptura simple contenga un cartucho .50 BMG.[cita requerida]

## Armas modernas de monotiro
Aunque las armas de monotiro sin cartucho todavía se fabrican en contextos de aficionados (por ejemplo, réplicas de armas antiguas), esta discusión se centra en diseños más nuevos que emplean cartuchos.

### Pistolas
La era moderna de las armas de monotiro es más visible en el ámbito de las pistolas. Remington introdujo la pistola de acción de cerrojo de monotiro XP-100 en 1963, que marcó el inicio de la era de las pistolas de alto rendimiento y alta velocidad. El cartucho .221 Fireball cumplió con su nombre al alcanzar velocidades de 2700 pies/s (823 m/s) desde un cañón de 10,5 plg (26,7 cm). Esencialmente un .222 Remington acortado, el compacto .221 Fireball ofrecía una precisión superior a muchos rifles, a rangos inauditos para otras pistolas.
Incluso más grande que el XP-100, la introducción en 1967 de la pistola Thompson/Center Contender cambió los deportes de pistola para siempre. El Contender era un diseño de acción de ruptura que permitía al tirador cambiar los cañones en minutos. Disponible en calibres desde .22 Long Rifle hasta .45-70, y en longitudes de cañón de 8 a 14 plg (20,3 a 35,6 cm), el Contender podía, en las manos adecuadas, manejar cualquier tipo de caza, y ofrecía una precisión similar a la de un rifle para igualar al XP-100.
Muchos otros fabricantes producen pistolas de monotiroo, la mayoría basadas en el rifle de acción de cerrojo, con cañones que generalmente van de 10 a 15 plg (25,4 a 38,1 cm). Las pistolas de monotiro dominan el tiro de silueta metálica con pistola y son el tipo más común utilizado para la caza.
Las pistolas de monotiro a veces han encontrado popularidad entre insurgentes, combatientes de resistencia y pandillas callejeras. La pistola Liberator de producción masiva y bajo costo de la Segunda Guerra Mundial, fabricada y distribuida por las fuerzas estadounidenses a las fuerzas de resistencia y guerrilla aliadas como una pistola de asesinato, es el ejemplo más común de una pistola de monotiro producida en masa. Se produjeron y distribuyeron libremente más de un millón de unidades, y muchas permanecen en manos privadas. Algunas variedades de pistolas improvisadas también podrían considerarse pistolas de monotiro. En los últimos años, estas armas improvisadas se han vuelto más comunes en manos de criminales e insurgentes, especialmente cuando las armas de fuego fabricadas son difíciles de adquirir.

### Rifles

#### Ruger

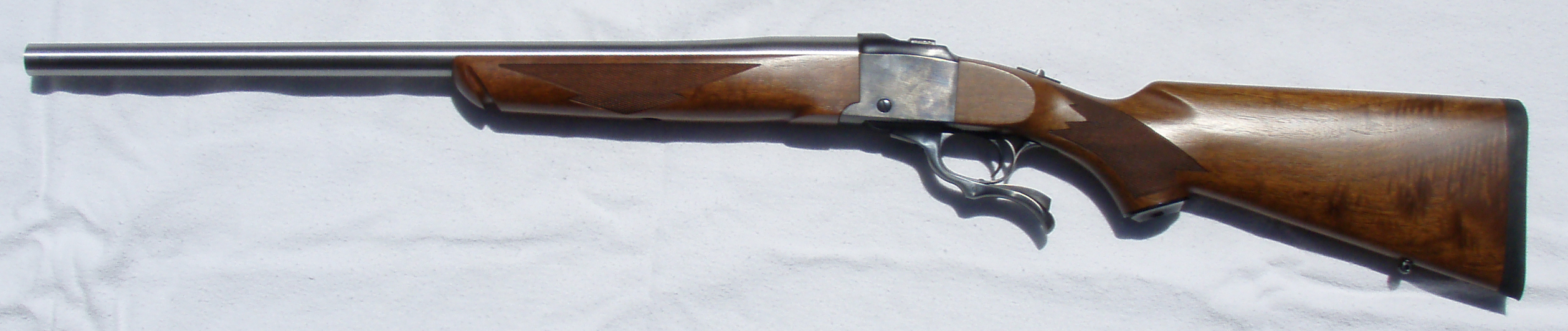
Rifle de monotiro Ruger No. 1 con cañón personalizado .243

En 1966, Sturm, Ruger introdujo su primer rifle verdadero, Ruger No. 1, que utiliza una acción de bloque descendente y está disponible en una amplia selección de calibres desde .22 Hornet hasta .458 Winchester Magnum. El No. 1 siempre ha sido buscado por tiradores que aprecian el tamaño compacto de un rifle de monotiro, y la acción de bloque descendente reduce aproximadamente 4 plg (10,2 cm) la longitud del rifle para una longitud de cañón dada. Desde 1972 hasta 1987, Ruger también fabricó una versión menos costosa del No. 1, el No. 3. El No. 3, que se vendía a aproximadamente la mitad del precio de un No. 1, usaba una palanca simplificada sin bloqueo para la acción de bloque descendente y venía con una culata sin damasquinado.

#### Browning
En 1985, Browning reintrodujo los famosos rifles de monotiro Winchester Modelo 1885 en calibres populares, pero bajo el nombre de Browning. Aunque el rifle ganó fama bajo la marca Winchester, fue John Moses Browning quien diseñó el rifle, vendiendo los derechos a Winchester a principios de la década de 1880 y estuvo en producción desde 1885 hasta 1920.

#### Cooper

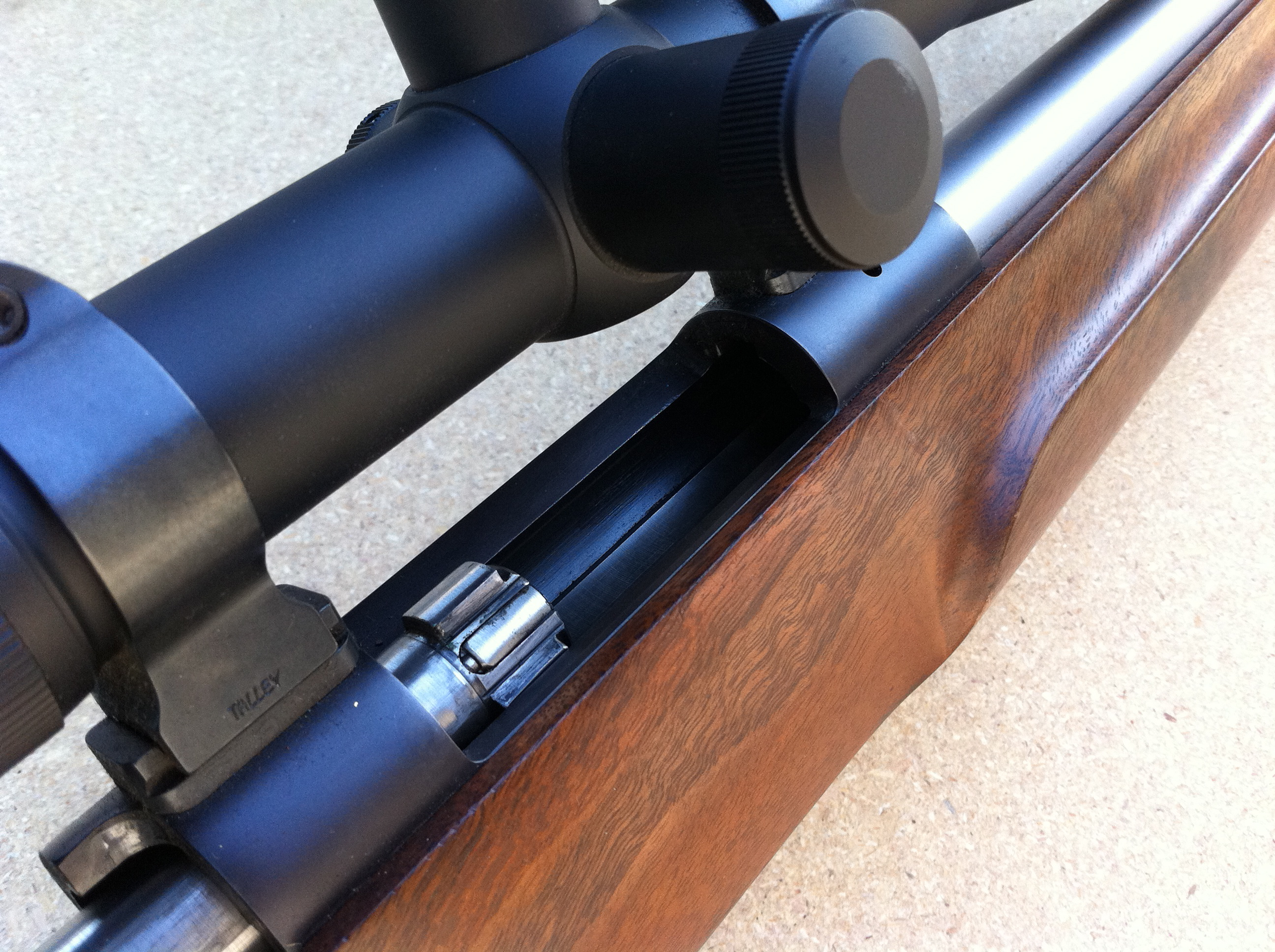
Acción abierta del rifle de monotiro Cooper Modelo 22

La mayoría de los rifles fabricados por Cooper son rifles de acción de cerrojo de monotiro. Muchos de sus rifles están especialmente diseñados para la caza de alimañas de largo alcance, donde la precisión de la acción de monotiro es útil.

#### Remington
Remington ha vuelto a hacer disponibles sus rifles No. 1 Rolling Block  a través de su taller personalizado.

#### New England Firearms (H&R)
Uno de los rifles de acción simple más comunes serían los rifles de acción de ruptura económicos de New England Firearms, que están construidos sobre sus acciones de escopeta de calibre 12. Los rifles, sin embargo, están hechos en una acción de acero tratado térmicamente, y las acciones de escopeta no están tratadas térmicamente. Cualquier armazón de rifle puede aceptar cañones de rifle o escopeta. Sin embargo, los armazones de escopeta solo son seguros para cañones de escopeta. Estos fueron originalmente construidos por Harrington & Richardson a partir de 1871. H&R fue posteriormente adquirido por NEF, y ambos ahora forman parte de la familia Marlin Firearms. Los rifles se venden tanto bajo los nombres NEF como H&R. Estos rifles son bastante precisos y, a menudo, cuestan menos de la mitad del precio de un rifle de acción de cerrojo en el mismo calibre.

#### Winchester
En 2005, Winchester volvió a comercializar su legendario Modelo 1885 Rifle de monotiro, bajo su categoría de Serie Limitada. Los calibres modernos de .17 se ofrecían en un diseño de pared baja, y los .243 Winchester y .30-06 Springfield eran de diseño de pared alta. Las reproducciones más fieles son los Cazador Tradicional Serie Limitada Modelo 1885 de monotiro, ya que tienen las placas de culata de acero en forma de media luna de estilo original y miras traseras de acero plegables de tang, con cañones octogonales de longitud completa. Los Cazadores Tradicionales están calibrados en los calibres del siglo XIX de .45-90 Sharps, .45-70 Government, .405 Winchester y .38-55 Winchester. Las pruebas de disparo de algunos de estos Winchesters mostraron que son de alta calidad en construcción, utilizando la última tecnología y acero moderno, son más fuertes y seguros que sus predecesores del siglo XIX, y la precisión de sus cañones de fábrica (no personalizados) fue excepcionalmente buena; especialmente a 200 yd (182,9 m).

#### Sharps
Los rifles Sharps fueron un pilar de los cazadores de búfalos a finales del siglo XIX. Recientemente, han experimentado un resurgimiento en popularidad para la caza de animales grandes, así como para eventos de armas de fuego históricas y competiciones de cartucho de pólvora negra (BPCR). Gran parte de la popularidad actual se debe a la película Quigley Down Under que presentó un rifle Sharps Modelo 1874. La popularidad del tiro de acción vaquera también ha afectado la disponibilidad de rifles de monotiro, con muchas réplicas de los antiguos rifles de pólvora negra ahora disponibles, particularmente los Sharps.

#### Barrett M99
El Barrett M99 es un rifle de francotirador de acción de cerrojo de monotiro, tipo bullpup. Está calibrado en .50 BMG y .416 Barrett, con una precisión de 0.5 MOA a rangos que superan ampliamente una milla.

#### Denel NTW-20
El Denel NTW-20 es un rifle de francotirador de acción de cerrojo, antimaterial o de gran calibre. Con un deslizamiento amortiguado en el cuerpo, el cañón puede retroceder dentro del armazón, permitiendo disparar rondas grandes con relativa facilidad para el usuario. Está calibrado para 20×82mm Mauser, 14.5×114mm y 20×110mm Hispano-Suiza. Específicamente, es de monotiro solo cuando está calibrado para la ronda de 20 mm Hispano-Suiza, mientras que los demás calibres se alimentan de cargadores de 3 rondas.

#### Steyr
La versión original del Steyr HS .50 es un rifle de francotirador de acción de cerrojo de monotiro. Está calibrado en .50 BMG (o .460 Steyr) y puede alcanzar rangos de 1500 a 2500 m (1640,4 a 2734,0 yd).